# Olivier Besengez
Olivier Besengez [uitspraak: 'ɔlivjeː 'bəsɑ̃ʒeː] (Doornik, 19 september 1971) is een Belgisch voormalig betaald voetballer die meestal speelde als centrale verdediger. Besengez speelde zijn gehele carrière voor Excelsior Moeskroen.

## Clubcarrière
Olivier Besengez, afkomstig uit Doornik (Henegouwen) , kreeg in 1990 als 19-jarige een profcontract bij Excelsior Moeskroen. Besengez was sinds 1982 aangesloten bij Moeskroen en was dus een jeugdproduct van de Henegouwse club. In 1996 werd naar Eerste Klasse gepromoveerd en daarop zou centrale verdediger Besengez zijn gehele loopbaan voor Moeskroen blijven voetballen.
Besengez maakte de hoogten van les Hurlus mee zoals de promotie naar de Eerste Klasse in 1995–1996 met de winst van de eindronde in Tweede Klasse en daarna het behalen van de derde plaats in Eerste Klasse, bij de eerste poging in 1996/97. Georges Leekens was destijds coach van de Henegouwse club. 
Aldus speelden Besengez en co Europees (UEFA Cup 1997/98). Hugo Broos werd vanaf 1997–1998 de coach van de Henegouwers en bleef dat vervolgens tot en met de zomer van 2002: een gouden tijdperk voor Moeskroen. Broos trok daarna naar RSC Anderlecht en het succes ebde weg voor Moeskroen.
Onder Broos' leiding bereikte Excelsior Moeskroen de finale van de Beker van België 2002, die verloren werd van Club Brugge met 3–1. Besengez speelde 90 minuten op de Heizel en zag hoe Andrés Mendoza drie keer scoorde. Jonathan Blondel, later Brugge, scoorde voor Moeskroen. Ook de volgende vijf seizoenen bleef Besengez met Moeskroen in de Eerste Klasse actief, meestal als basisspeler. Later in zijn carrière speelde hij regelmatig als rechtsachter, van positie wisselend met Alexandre Teklak en concurrerend met de jonge Jean-Philippe Charlet. Besengez werd echter steeds meer geplaagd door blessures en geraakte vanaf het seizoen 2004–2005 moeilijker in de basiself onder trainer Philippe Saint-Jean. 
Op 19 mei 2007 nam Olivier Besengez na 25 jaar afscheid van Excelsior Moeskroen. Op Le Canonnier speelde Besengez voor het laatst mee tegen Standard Luik; Moeskroen won de wedstrijd met 2–0 (doelpunten Bertin Tomou en Demba Ba). Op het uur werd Besengez, na 25 jaar ten dienste van Excelsior Moeskroen, met een staande ovatie uitgewuifd. Besengez speelde ruim 400 competitiewedstrijden (tot 1996 in Tweede Klasse, daarna in Eerste Klasse). Op 4 december 2009 ging Moeskroen vrijwillig in vereffening na jaren van financiële problemen, twee jaar na Besengez' afscheid als speler.
Na zijn spelerscarrière werd Besengez leraar wiskunde in zijn thuisstad Doornik.